# Plavební kanál Kaplického potoka

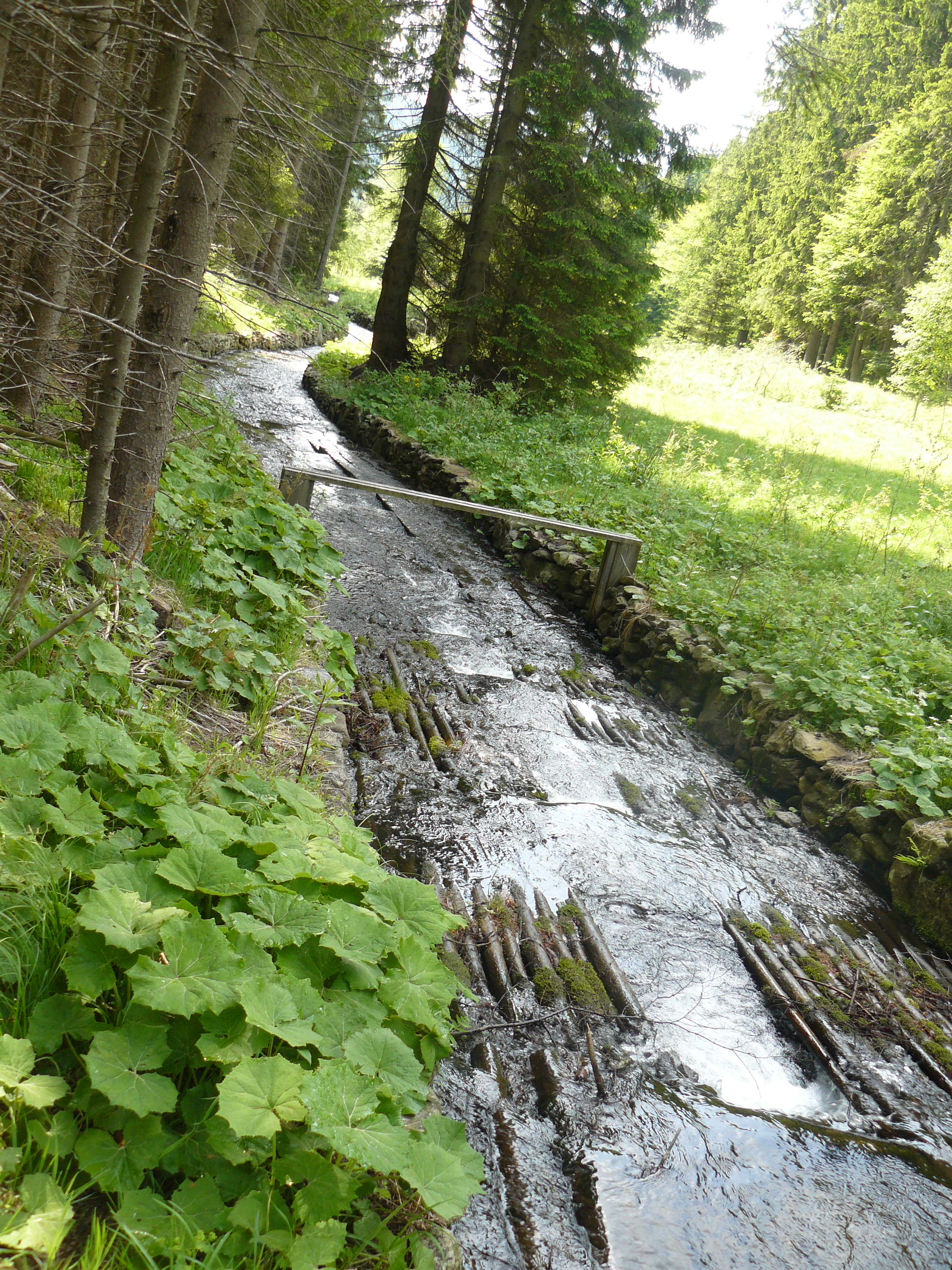
Upravený tok Kaplického potoka

Plavební kanál Kaplického potoka je vodní dílo zbudované na Kaplickém potoce v Jihočeském kraji, v okrese Prachatice. Úpravy byly dokončeny roku 1833 a motivem k jejich realizaci se stala potřeba dopravovat z okolních lesů vytěžené dřevo do sklárny v Lenoře a do Idiny pily, jež lenorské sklárně vyráběla obaly na jejich výrobky. Pro zajištění dostatku vody v kanále pro plavení dřeva zbudovali stavitelé na jižním úbočí vrchu Boubína umělou vodní nádrž nazvanou Boubínské jezírko.
V roce 2014 se kanál spolu se Schwarzenberským plavebním kanálem a Vchynicko-tetovským plavebním kanálem stal v rámci Souboru plavebních kanálů na Šumavě národní kulturní památkou České republiky. Iniciátorem prohlášení kanálu na Kaplickém potoce za kulturní památku se stal Hynek Hladík, plavební ředitel Schwarzenberského kanálu.